# Lassata viris necdum satiata recessit

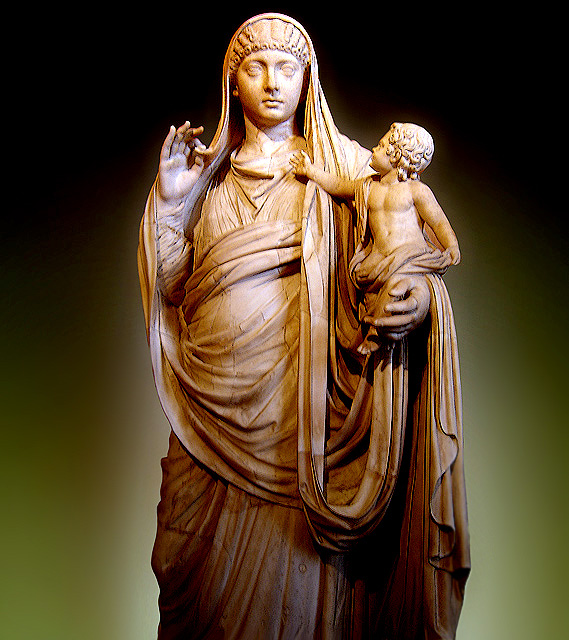
Мессалина — распутная жена императора Клавдия, к которой первоначально относилась данная фраза

Lassata viris necdum satiata recessit (с лат. — «Ушла, утомлённая мужчинами, но всё ещё не удовлетворённая») — латинское крылатое выражение.
Цитируется также в форме «Lassata necdum (nondum) satiata recessit». Применяется при негативном описании распутных женщин.
Первоначально фразу использовал древнеримский поэт Ювенал в своих «Сатирах» для описания распутной жены императора Клавдия Мессалины, которая нередко проводила ночи в публичных домах, отдаваясь за плату всем мужчинам без разбора.

Ну, так взгляни же на равных богам, послушай, что было
С Клавдием: как он заснет, жена его, предпочитая
Ложе во дворце Палатина простую подстилку, хватала
Пару ночных с капюшоном плащей, и с одной лишь служанкой
Блудная эта Августа бежала от спящего мужа;
Чёрные волосы скрыв под парик белокурый, стремилась
В тёплый она лупанар, увешанный ветхим лохмотьем,
Лезла в каморку пустую свою — и, голая, с грудью
В золоте, всем отдавалась под именем ложным Лициски;
Лоно твоё, благородный Британник, она открывала,
Ласки дарила входящим и плату за это просила;
Навзничь лежащую, часто её колотили мужчины;
Лишь когда сводник девчонок своих отпускал, уходила
Грустно она после всех, запирая пустую каморку:
Всё ещё зуд в ней пылал и упорное бешенство матки;
Так, утомленная лаской мужчин, уходила несытой (лат. Lassata viris necdum satiata recessit),
Гнусная, с темным лицом, закопченная дымом светильни,
Вонь лупанара неся на подушки царского ложа.
 (Сатира VI. 115—133, Перевод Д. С. Недовича) 

Как сообщает Светоний («Жизнь двенадцати цезарей», «Божественный Клавдий», 26-3), слабоумному императору крайне не везло с жёнами. Казнив Мессалину, которая в довершение всех своих похождениях при свидетелях вступила в новый брак, Клавдий поклялся при солдатах своей личной гвардии в том, что больше не женится. Однако вскоре он был обольщён своей племянницей Агриппиной и сумел добиться того, чтобы сенат обязал его жениться на ней и дозволил впредь браки между столь близкими родственниками. Не повезло Клавдию и на этот раз: предполагают, что именно Агриппина в 54 г. н. э. отравила его, чтобы возвести на трон своего сына Нерона.

## Примеры цитирования
У Бодлера в «Цветах зла» есть стихотворение «Sed non satiata». Выражение иногда цитируется в форме Lassata necdum (nondum) satiata recessit — «Ушла утомлённая, но всё ещё не удовлетворённая»:

Многие помнят, как леди О’Дауд плясала джигу в губернаторском доме, как она вконец умучила двух адъютантов […] и только по настоянию майора Доббина, […] второго по старшинству офицера полка, позволила увести себя в столовую, — lassata nondum satiata recessit.